# Playa de la Calle del Mar
La Playa de la calle del Mar (en valenciano, Platja del Carrerlamar) es una playa de arena del municipio de Campello en la provincia de Alicante (España).
Esta playa limita al norte con el puerto pesquero y al sur con la playa de la Punta del Río y tiene una longitud de 1400 m, con una amplitud de 60 m.
Se sitúa en un entorno urbano, disponiendo de acceso por calle. Cuenta con paseo marítimo y parking delimitado. Dispone de acceso para personas con discapacidad. Es una playa balizada, con zona balizada para la salida de embarcaciones.
Esta playa cuenta con el distintivo de Bandera Azul desde 1987.
- Datos: Q3944573